# 格羅寧根論壇
格羅寧根論壇（荷蘭語：Forum Groningen）是荷蘭北部城市格羅寧根的一座多功能文化中心，於2019年11月29日開幕，開幕後的第一個月有40萬名遊客到場，
預計往後每年將接待160萬遊客。該建築位於大市場廣場和新市場旁邊，是大市場廣場東側重建計劃的一部分。

## 建築
格羅寧根論壇為一座地上10層、地下5層建築，高45公尺，是格羅寧根公共圖書館的總部。其建築結合圖書館、電影院和格羅寧根博物館的一部分，另有旅遊諮詢處、咖啡廳、餐館等設施。屋頂露台可欣賞格羅寧根的城市風景。
其建築由阿姆斯特丹的NL建築師事務所設計。建築結構為錐形外觀舖有石材，與本特海默（Bentheimer）砂岩相呼應，這種砂岩也使用於格羅寧根著名的建築物中，包括馬提尼塔和市政廳。
NL建築師事務所聯合創始人卡米爾·克拉斯（Kamiel Klaasse）解釋道：“錐形形狀的目的是減少巨大體積的視覺衝擊，使其看起來更友善。”。

## 圖片集

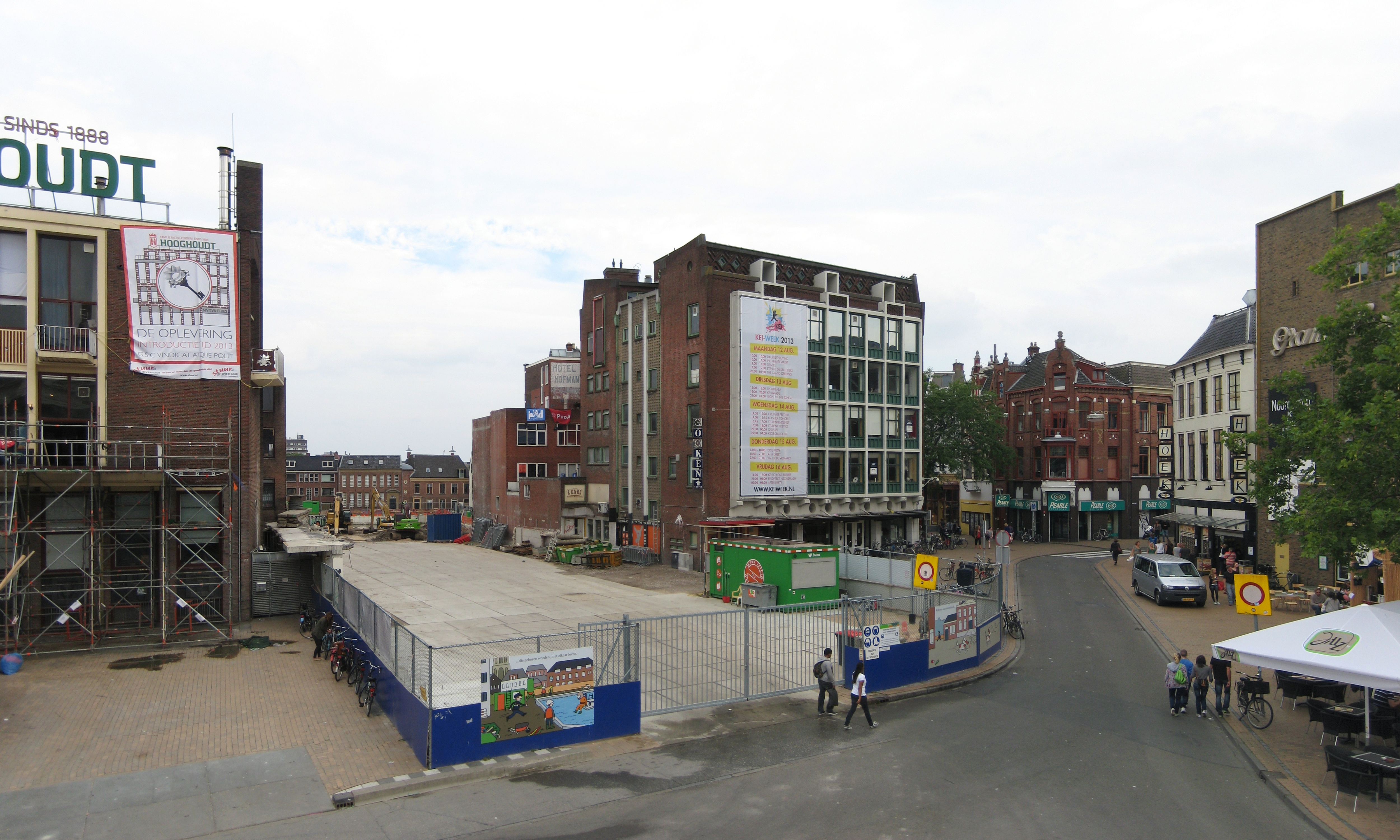
格羅寧根論壇興建工程（2013年8月）
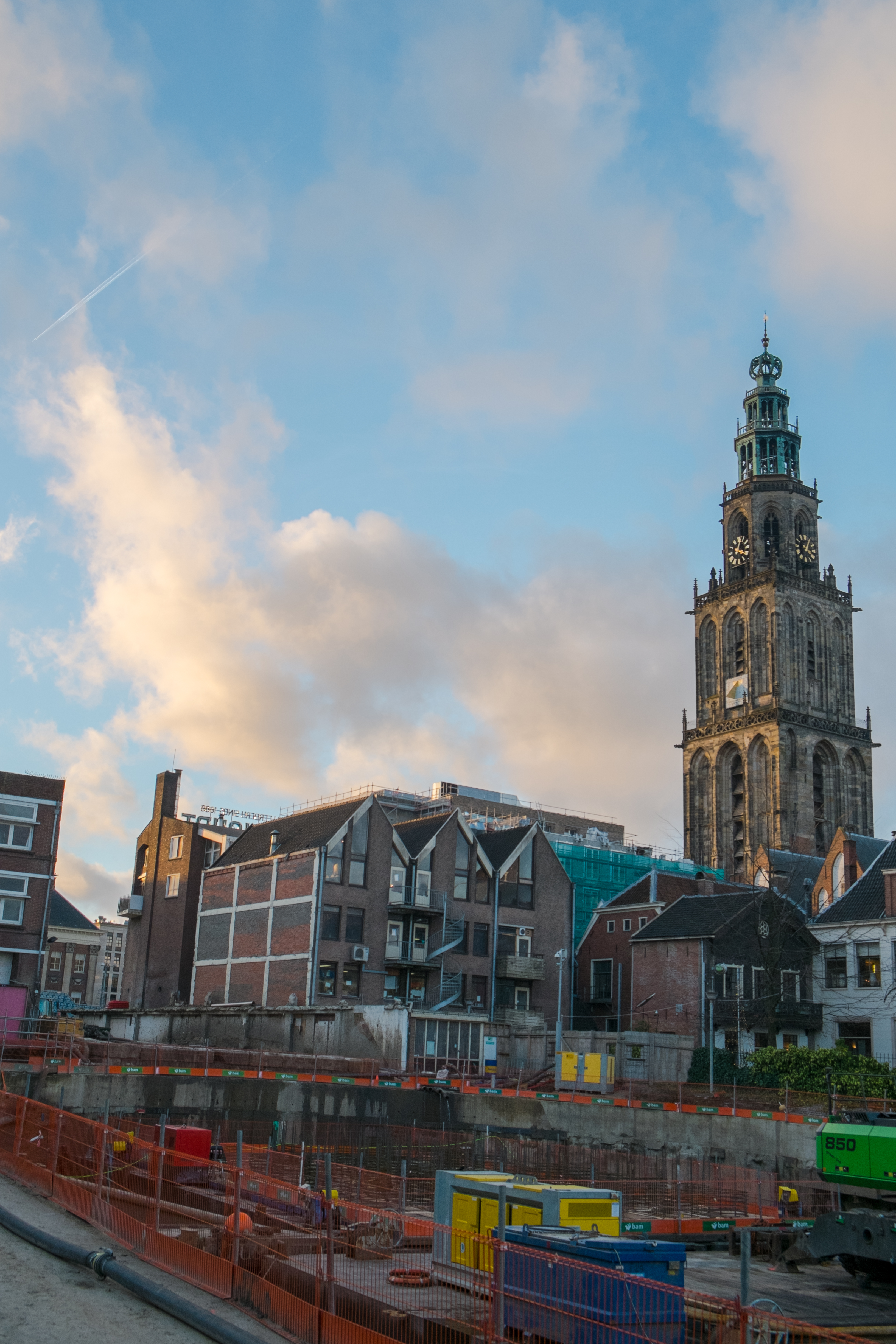
格羅寧根論壇興建工程（2014年1月），背景為馬提尼塔
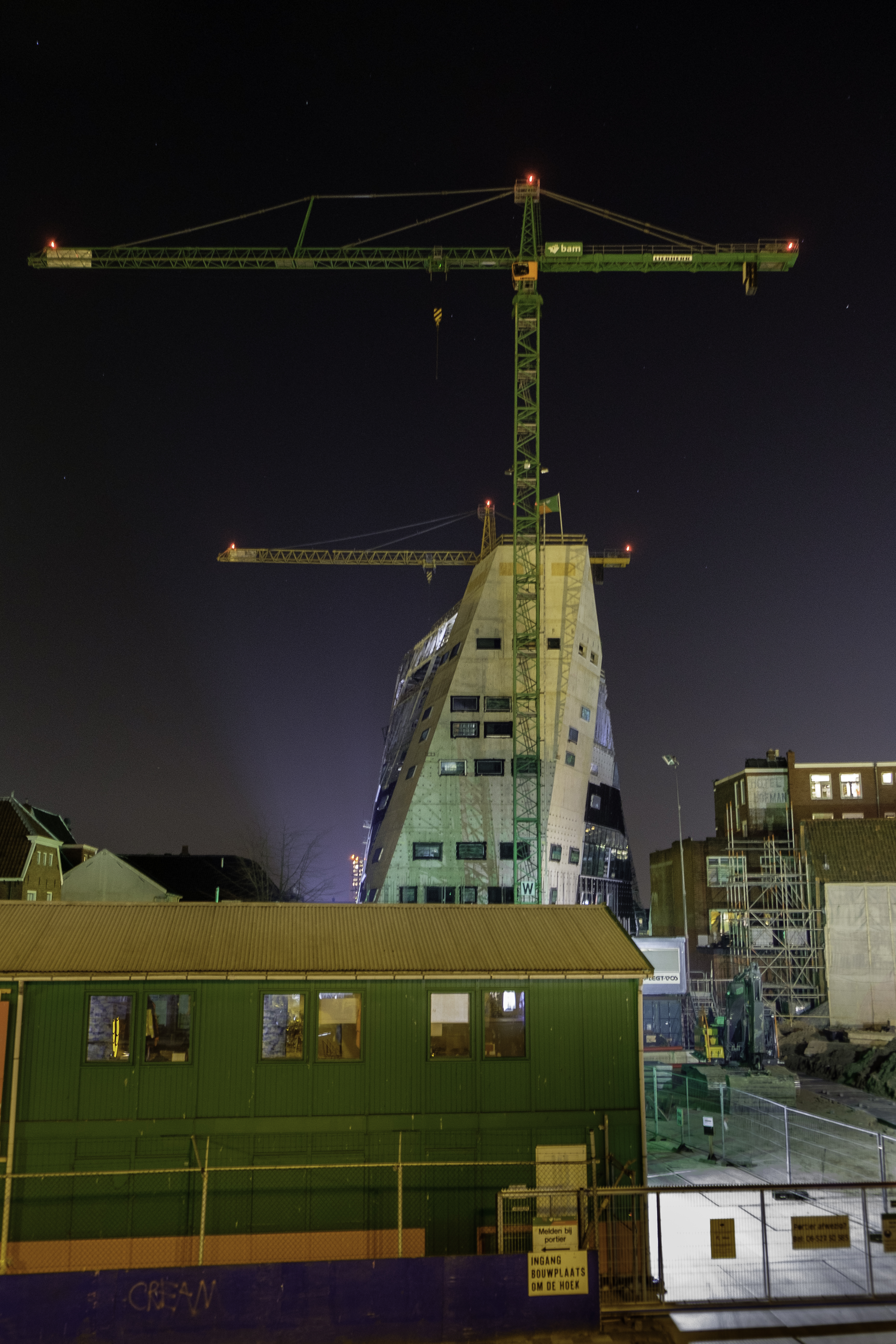
2018年初
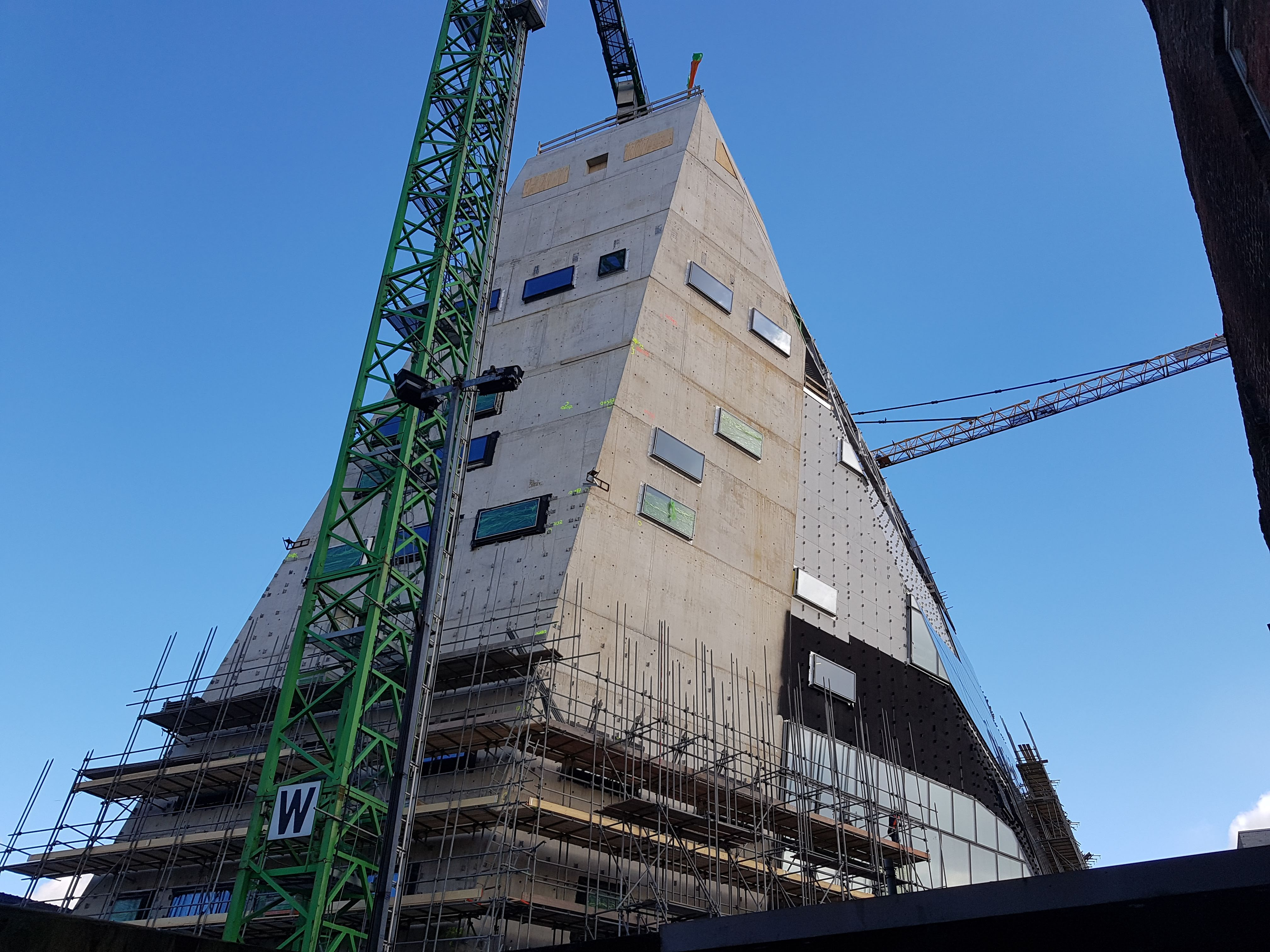
2018年2月
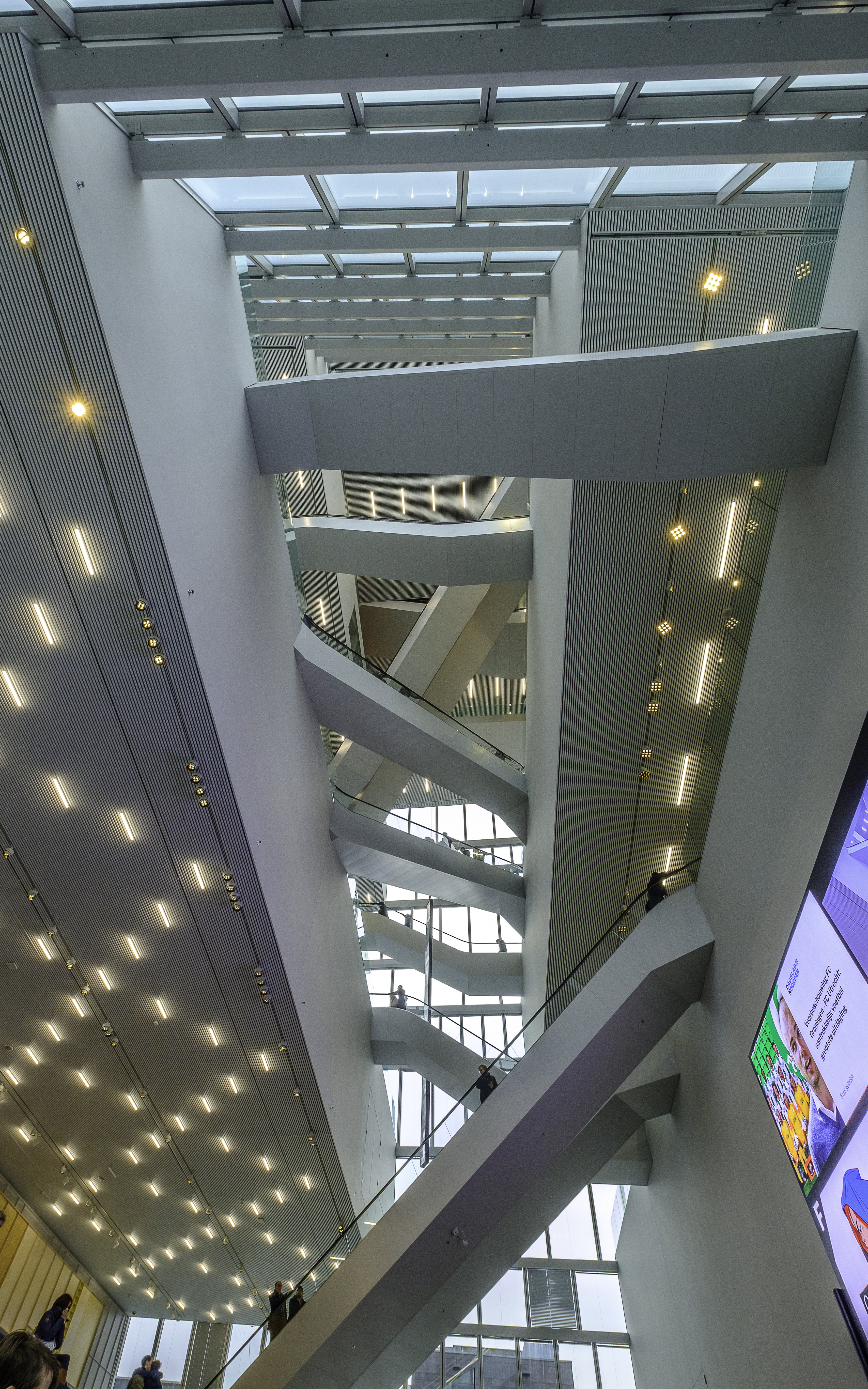
中庭的自動扶梯
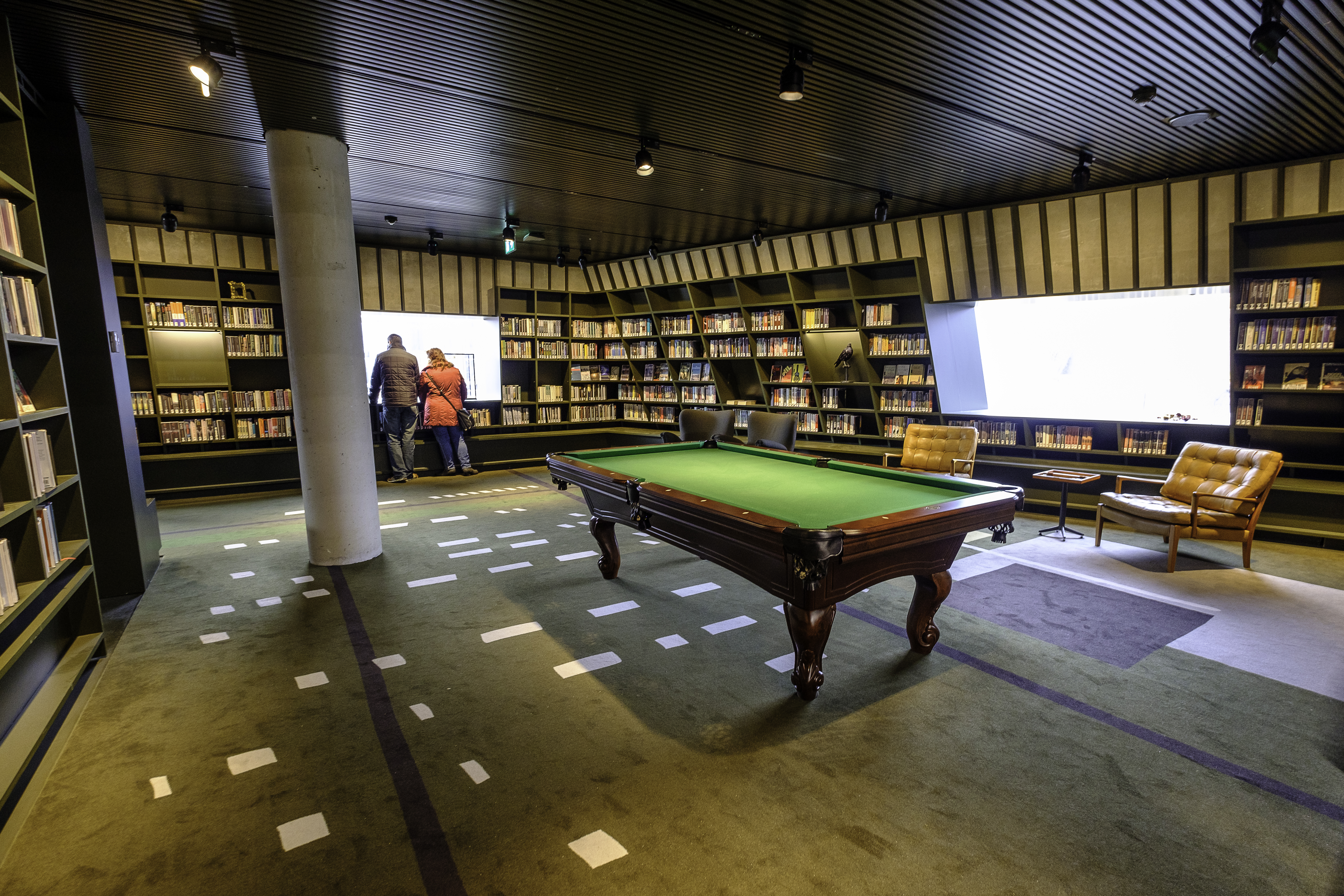
圖書館一景，設有撞球桌
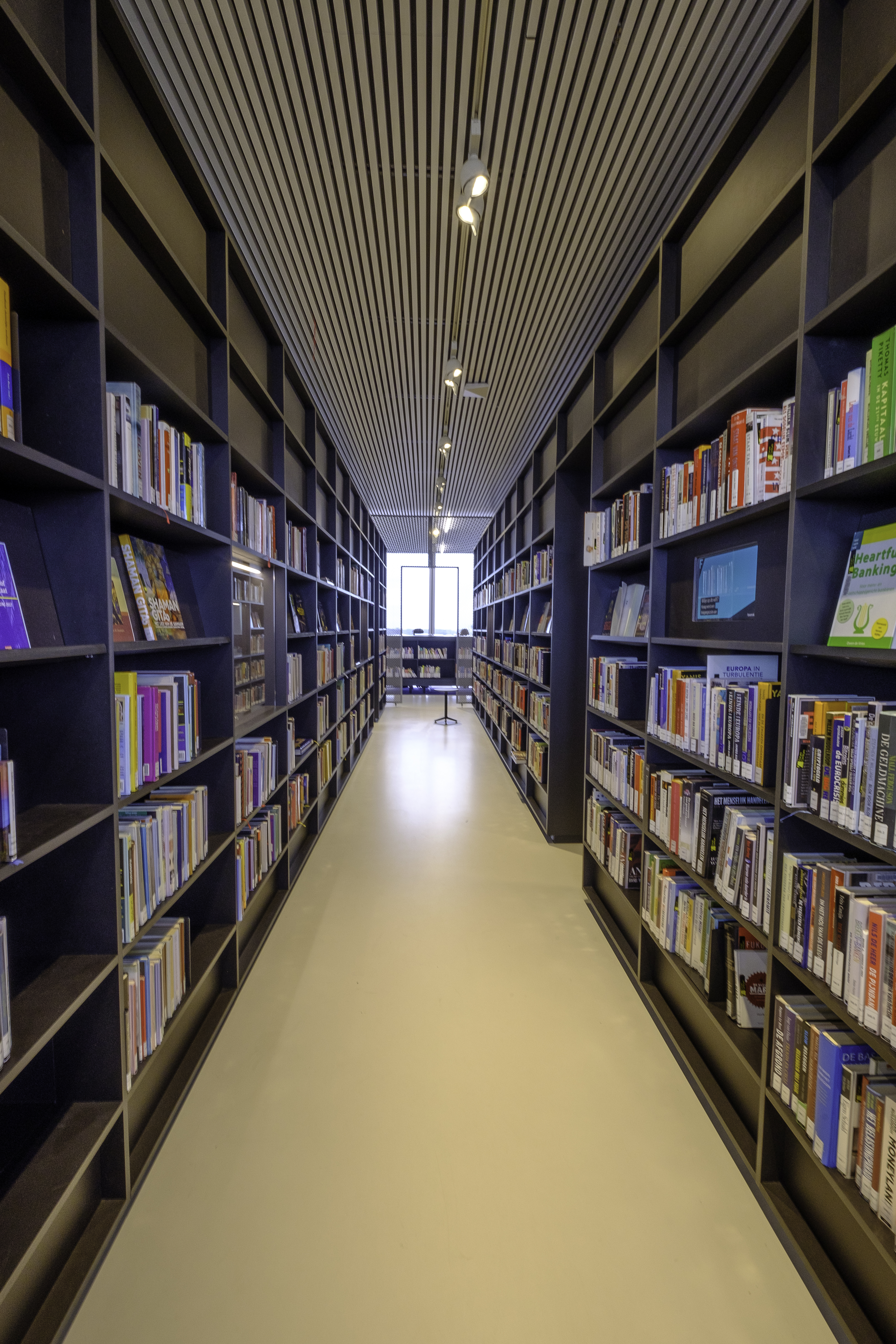
書櫃
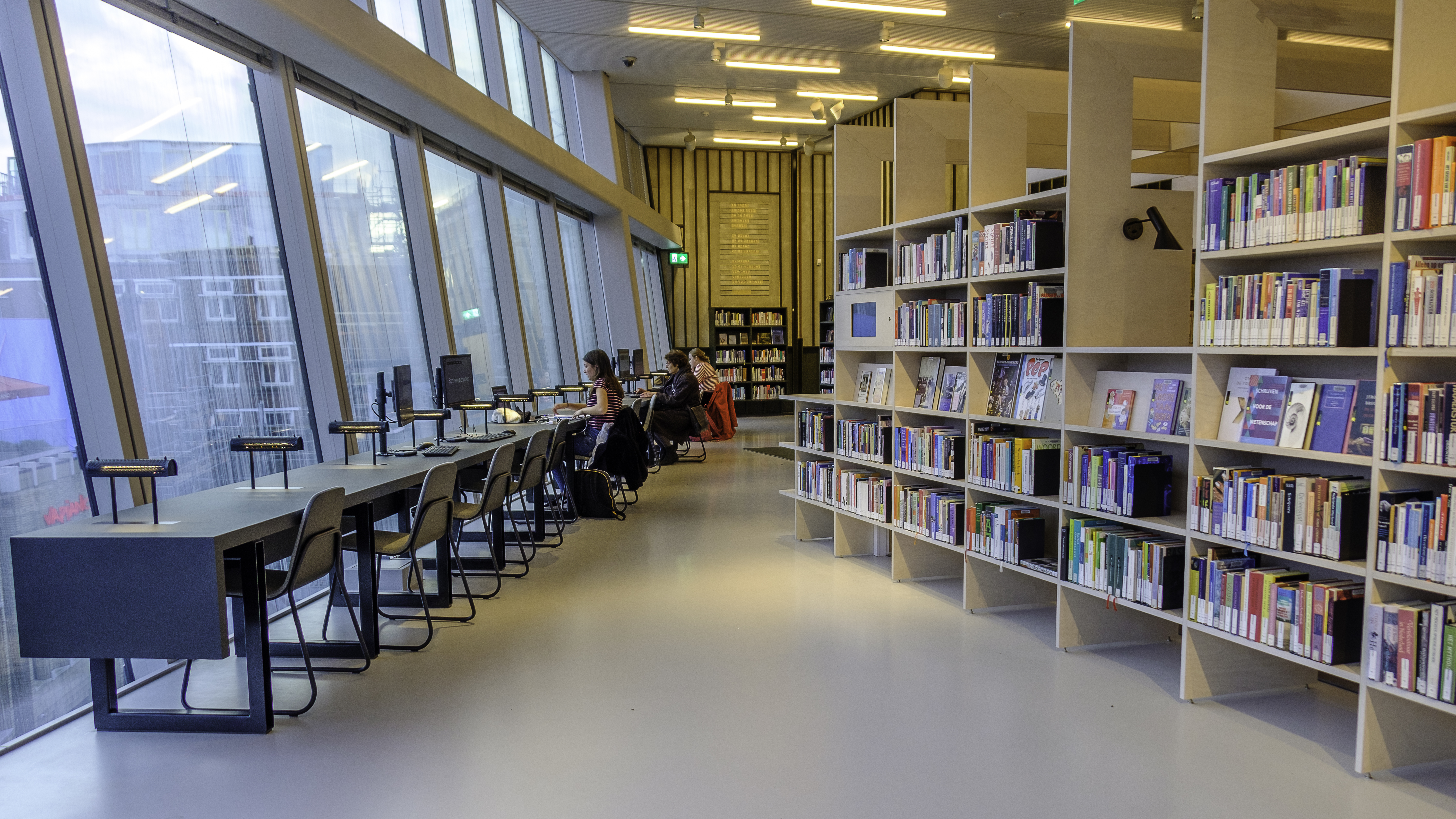
圖書館一景
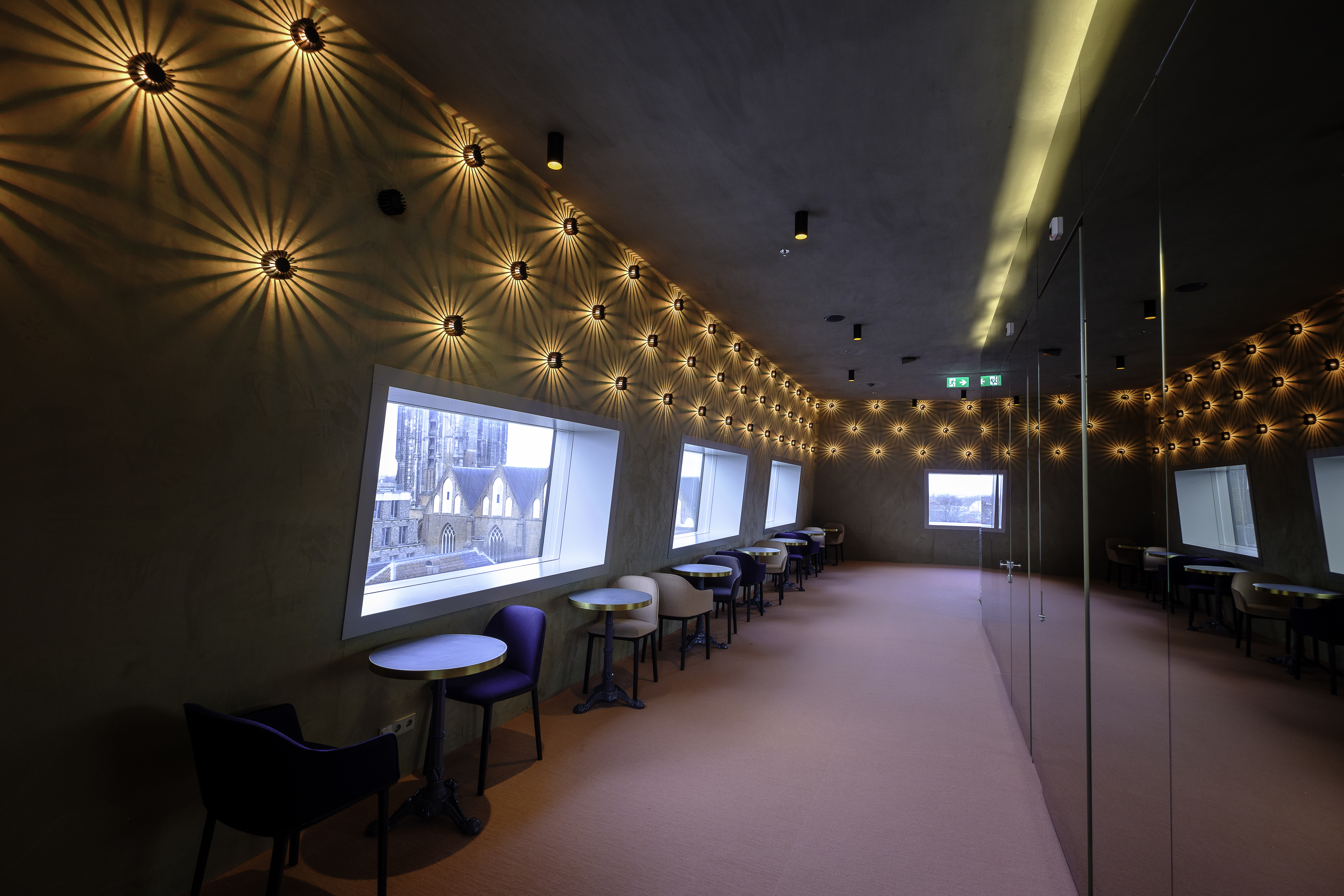
建築物側面的空間
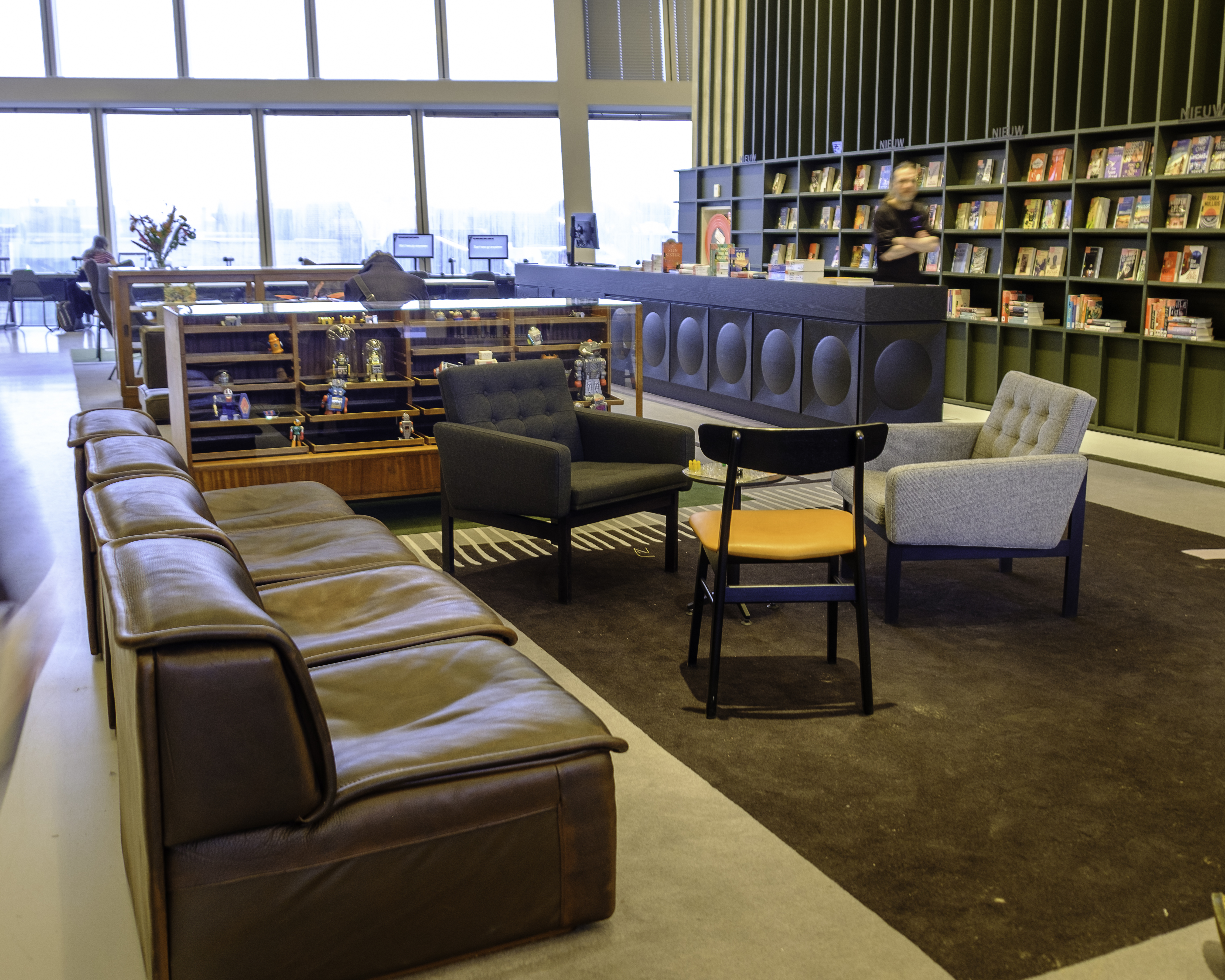
圖書館諮詢台
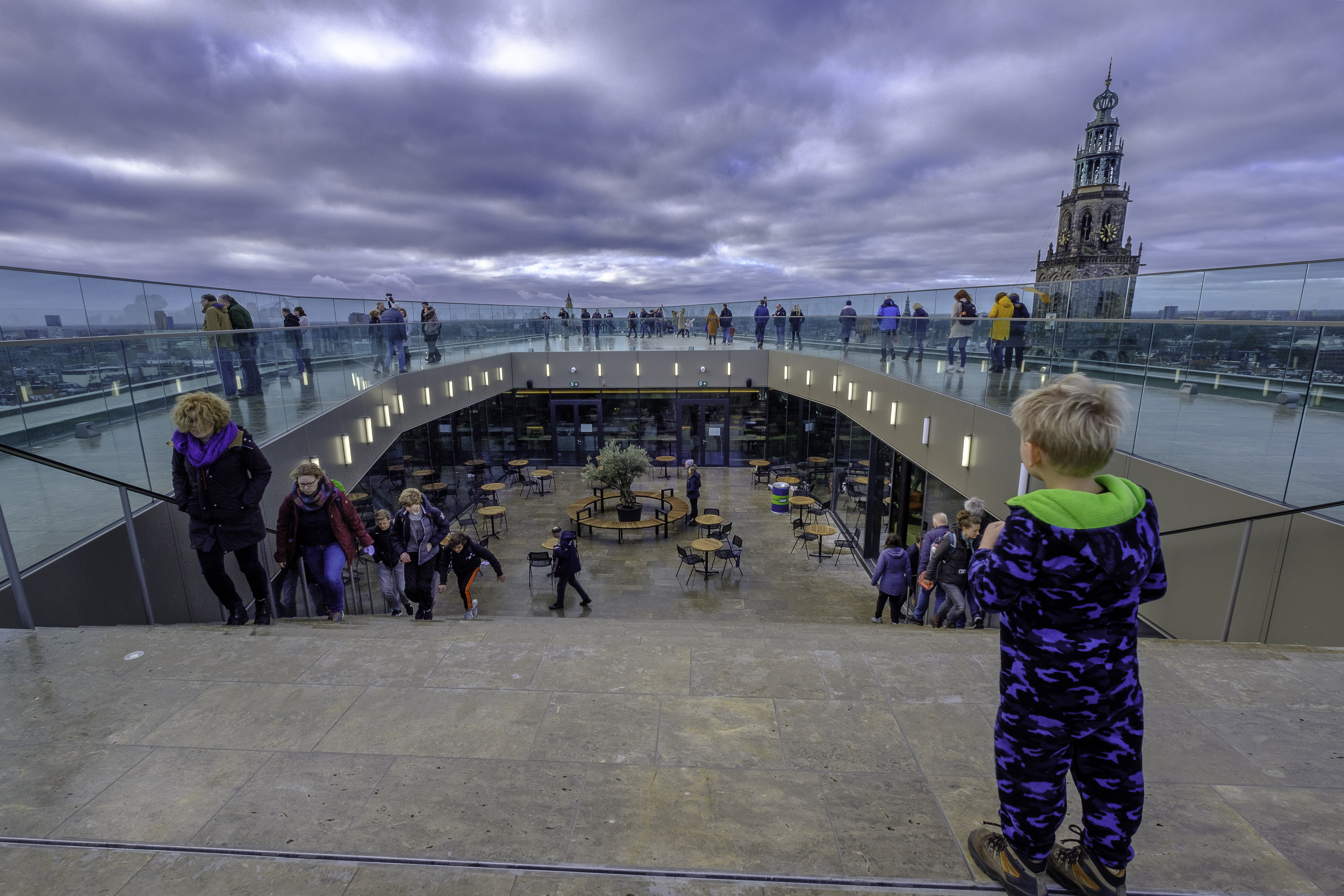
屋頂露台
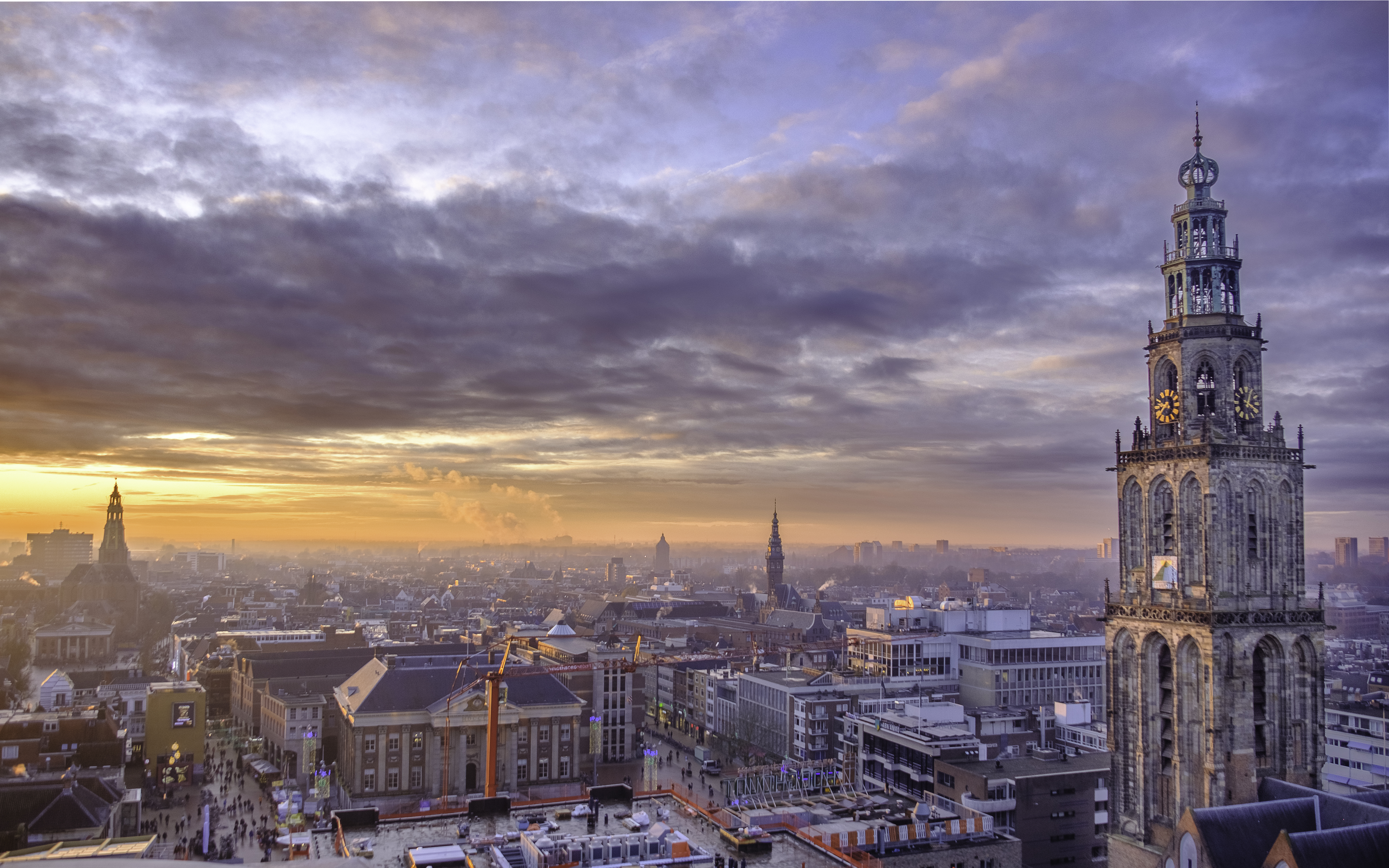
屋頂露台所見的格羅寧根市景

## 外部連結
- 官方网站
- 格罗宁根论坛，荷兰- 未来设计
- 荷兰格罗宁根论坛：精准切割 / NL Architects